# Kodeks 0256
Kodeks 0256 (Gregory-Aland no. 0256) – grecki kodeks uncjalny Nowego Testamentu na pergaminie, datowany metodą paleograficzną na VIII wiek. Rękopis jest przechowywany w Wiedniu. Tekst rękopisu jest wykorzystywany we współczesnych wydaniach greckiego Nowego Testamentu. 

## Opis
Zachowały się 2 fragmenty jednej pergaminowej karty rękopisu, z greckim tekstem Ewangelii Jana (6,32-33.35-37) z komentarzem. Większy fragment ma rozmiar 4,2 na 4 cm, drugi fragment 1,2 na 1,3. Tekst jest pisany jedną kolumną na stronę, 4-6 linijkami w owych fragmentach. Oryginalna karta miała prawdopodobnie rozmiar 18 na 12 cm. 
Kształty liter są charakterystyczne dla aleksandryjskiej uncjały. Litery omega, kappa i mu są bardzo szerokie, natomiast omikron, epsilon i sigma są wąskie. Tekst jest czytelny tylko z jednej strony. 
Nomina sacra pisane są skrótami. 

## Tekst
Tekst rękopisu reprezentuje mieszaną tradycję tekstualną. Kurt Aland zaklasyfikował tekst rękopisu do kategorii III. 
W J 6,36 zawiera wariant z με (mnie), w czym jest zgodny z Bodmerem II, Bodmerem XV, B, D, K, L. Kodeks Synajski i Aleksandryjski opuszczają to słowo. Wariant kodeksu przyjmują krytyczne wydania NT, ale słowo με umieszczają w klamrze.

## Historia
INTF datuje rękopis na VIII wiek . Karl Wessely był zdania, że rękopis pochodzi z Fajum. 
K. Niederwimmer opublikował tekst fragmentów w roku 1965. Transkrypcję tekstu greckiego oraz jego faksymile opublikowali Porterowie w 2008 roku. 
Na listę greckich rękopisów Nowego Testamentu wciągnął go Kurt Aland, oznaczając go przy pomocy siglum 0256. Został uwzględniony w II wydaniu Kurzgefasste. Rękopis został wykorzystany w krytycznych wydaniach greckiego Nowego Testamentu (NA26, NA27, UBS4), ale tylko NA26 zacytował 0256 w aparacie krytycznym. Pomimo tego w NA27 0256 traktowany jest jako pierwszorzędny świadek tekstu NT. 
Rękopis jest przechowywany w Austriackiej Bibliotece Narodowej w Wiedniu (Pap. G. 26084) .